# Matheus Jesus
Matheus Jesus (født 10. april 1997) er en brasiliansk fodboldspiller.